# Anamalaia
Anamalaia is een monotypisch geslacht van vlinders uit de familie van de grasmotten (Crambidae). De wetenschappelijke naam van het geslacht is voor het eerst geldig gepubliceerd in 1969 door Eugene Gordon Munroe en Akira Mutuura.
Dit geslacht is monotypisch, dat wil zeggen dat het maar één soort heeft namelijk Anamalaia nathani Munroe & Mutuura, 1969.